# Histopona bidens
Histopona bidens là một loài nhện trong họ Agelenidae.
Loài này thuộc chi Histopona. Histopona bidens được miêu tả năm 1933 bởi Absolon & Josef Kratochvíl.